# Tribalus crypticus
Tribalus crypticus är en skalbaggsart som beskrevs av Vienna 1993. Tribalus crypticus ingår i släktet Tribalus och familjen stumpbaggar. Inga underarter finns listade i Catalogue of Life.